# Прица, Раде
Раде Станислав Прица (швед. Rade Stanislav Prica; 30 июня 1980, Юнгбю, Швеция) — шведский футболист сербского и хорватского происхождения, нападающий.

## Карьера

### Клубная
Прица начал футбольную карьеру в составе шведского клуба «Юнгбю» в 1995 году. В то время «Юнгбю» выступал в третьем и четвёртом по силе дивизионах Швеции. За основной состав команды игрок провёл 37 матчей, забив 14 мячей.
В 1998 году Прица покинул «Юнгбю» и подписал контракт с «Хельсингборгом». За пять сезонов в этом клубе он выходил на поле 73 раза и забил 27 голов.
В 2002 году шведский футболист перешёл в клуб «Ганза» из немецкой Бундеслиги. По итогам сезона 2004/05 «Ганза» вылетела во вторую Бундеслигу, но Прица остался в команде ещё на один сезон. В итоге шведский нападающий провёл за немецкий клуб 113 матчей и забил 20 мячей.
В 2006 году Прица подписал контракт с датским клубом «Ольборг», где он в сезоне 2006/07 Суперлиги Дании стал лучшим бомбардиром чемпионата, забив 19 голов в 32 матчах.
23 января 2008 года Прица был приобретён английским клубом «Сандерленд» за более чем два миллиона фунтов стерлингов. В своей дебютной игре 23 января 2008 года нападающий забил гол в ворота «Бирмингем Сити». Но Прица так и не получил шанса заиграть в основе команды, и 9 марта 2009 года он был куплен клубом «Русенборг». С 2012 года выступает за израильский клуб «Маккаби» (Тель-Авив).

### В сборной
Раде Прица дебютировал в составе сборной Швеции в феврале 2001 года в матче против Таиланда. Всего футболист провёл 14 игр за сборную, забил 2 гола.

## Достижения

### Командные
«Хельсингборг»
- Чемпион Швеции: 1999

 «Ольборг»
- Чемпион Дании: 2007/08

 «Русенборг»
- Чемпион Норвегии: 2009, 2010

 «Маккаби» (Тель-Авив)
- Чемпион Израиля (2): 2012/13, 2013/14

### Личные
- Лучший бомбардир чемпионата Дании: 2006/07 (19 голов)
- Лучший бомбардир чемпионата Норвегии: 2009 (17 голов)
- Приз Книксена (лучший нападающий): 2009

## Статистика выступлений
| Сезон   | Клуб                  | Лига                      | Матчи | Голы |
| ------- | --------------------- | ------------------------- | ----- | ---- |
| 1995    | Юнгбю                 | Дивизион 3 Сёдра Гёталанд | 6     | 1    |
| 1996    | Юнгбю                 | Дивизион 2 Сёдра Гёталанд | 20    | 5    |
| 1997    | Юнгбю                 | Дивизион 3 Сёдра Гёталанд | 11    | 8    |
| 1998    | Хельсингборг          | Аллсвенскан               | 1     | 0    |
| 1999    | Хельсингборг          | Аллсвенскан               | 18    | 6    |
| 2000    | Хельсингборг          | Аллсвенскан               | 24    | 11   |
| 2001    | Хельсингборг          | Аллсвенскан               | 25    | 7    |
| 2002    | Хельсингборг          | Аллсвенскан               | 6     | 3    |
| 2002/03 | Ганза                 | Бундеслига                | 27    | 7    |
| 2003/04 | Ганза                 | Бундеслига                | 28    | 3    |
| 2004/05 | Ганза                 | Бундеслига                | 29    | 6    |
| 2005/06 | Ганза                 | Вторая Бундеслига         | 29    | 4    |
| 2006/07 | Ольборг               | Суперлига Дании           | 32    | 19   |
| 2007/08 | Ольборг               | Суперлига Дании           | 16    | 9    |
| 2007/08 | Сандерленд            | Английская Премьер-лига   | 6     | 1    |
| 2008/09 | Сандерленд            | Английская Премьер-лига   | 0     | 0    |
| 2009    | Русенборг             | Типпелига                 | 27    | 17   |
| 2010    | Русенборг             | Типпелига                 | 23    | 13   |
| 2011    | Русенборг             | Типпелига                 | 27    | 16   |
| 2012    | Русенборг             | Типпелига                 | 26    | 11   |
| 2012/13 | Маккаби (Тель-Авив)   | Премьер-лига              | 18    | 8    |
| 2013/14 | Маккаби (Тель-Авив)   | Премьер-лига              | 30    | 12   |
| 2014/15 | Маккаби (Тель-Авив)   | Премьер-лига              | 17    | 5    |
| 2015    | Хельсингборг          | Аллсвенскан               | 9     | 2    |
| 2015/16 | Маккаби (Петах-Тиква) | Премьер-лига              | 10    | 3    |
| 2016    | Ландскруна            | Дивизион 1                | 9     | 4    |

## Интересные факты
- Раде Прица является единственным футболистом, который становился чемпионом трёх скандинавских стран — Швеции, Дании и Норвегии[5].

А всего, включая Израиль, он чемпион четырёх стран.